# Fra Diavolo
Fra Diavolo, pseudonimo di Michele Arcangelo Pezza (Itri, 7 aprile 1771 – Napoli, 11 novembre 1806), è stato un brigante e militare italiano, noto per aver preso parte alle insorgenze dei movimenti legittimisti sanfedisti.

## Biografia

### Giovinezza
Michele Arcangelo Pezza nacque a Itri, un piccolo centro posto sulla via Appia tra Fondi e Formia, nella Terra di Lavoro, all'epoca parte del Regno di Napoli, attualmente in provincia di Latina, quintogenito dei nove figli di Francesco Pezza, membro di una delle famiglie più in vista del paese, e di Arcangela Matrullo. Michele doveva il suo doppio nome al fatto di essere stato battezzato nella chiesa di San Michele Arcangelo. I suoi fratelli erano: i gemelli Giuseppe Antonio e Vincenzo Luca, nati nel 1762, Maria Saveria Giuseppa, nata nel 1766, Francesca Erasma Marianna, nata nel 1768, Giovanni Nicola, nato nel 1774, Regina Maria Civita, nata nel 1778, Maria Anna Zaccaria, nata nel 1776, e Angelo Antonio, nato nel 1782.
All'età di cinque anni una grave malattia mise a serio rischio la sua vita. Visto che le cure erano inefficaci, la madre fece un voto a san Francesco di Paola: lo promise frate se si fosse salvato. In realtà, il voto non era gravoso: consisteva nel vestire il bambino con un saio da frate sia d'estate sia d'inverno. Quando il vestito si fosse consumato, l'avrebbe riportato al santo e così il voto si sarebbe sciolto. Per adempiere al voto materno, Michele trascorse tutta l'infanzia vestito con il saio, guadagnandosi il soprannome di «Fra Michele». Quando sciolse il voto, era già entrato nell'adolescenza.
Ricevette la prima istruzione in parrocchia, ma non si rivelò adatto agli studi. Durante una lezione, il canonico Nicola De Fabritiis, suo insegnante, davanti alla poca voglia di studiare dell'allievo e alla sua pigrizia, lo apostrofò con la frase: "Tu non sei Fra Michele Arcangelo; tu, tu sei Fra Diavolo!". Una volta cresciuto, Michele aiutò il padre nel lavoro nei campi, ma questi, vedendolo interessato più ai cavalli che alle olive, lo mandò a lavorare presso la bottega di un amico bastaio, Eleuterio Agresti, il sellaio del paese. Rimase per alcuni anni nella sua bottega.
Un giorno, durante un'accesa discussione, Eleuterio mise le mani addosso al ragazzo, il quale per tutta risposta uccise il mastro sellaio con un grosso ago usato per imbastire le selle, poi ne assassinò il fratello, Francesco Agresti (detto "Faccia d'Argento"), che gli aveva giurato vendetta. Iniziò quindi un periodo di vagabondaggio sui monti Aurunci, dove si mise al servizio del barone Felice di Roccaguglielma, nel feudo di Campello. Successivamente si trasferì a Sonnino, nello Stato Pontificio, appoggiandosi a una famiglia itrana che vi si era trasferita. Non sappiamo se servì nelle guardie pontificie ma sta di fatto che, da latitante, entrò in contatto con numerosi briganti, con i quali instaurò buoni rapporti, ricevendo in breve tempo una considerazione degna di un capo.

### Un anno nell'esercito borbonico (1798)

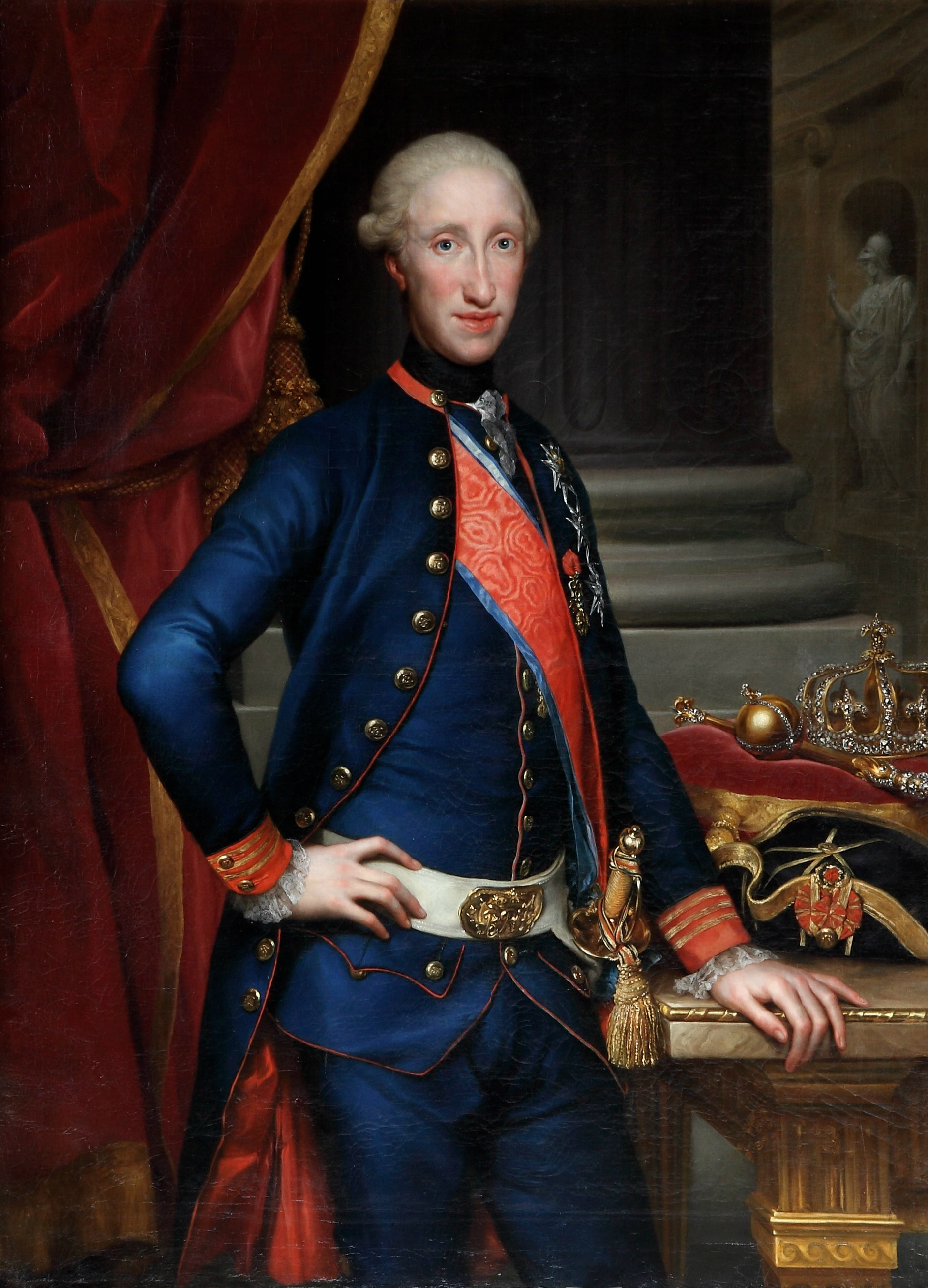
Ritratto di Ferdinando I di Borbone di Anton Raphael Mengs (1772)

Nel 1796 il Regno di Napoli inviò quattro battaglioni del suo esercito a combattere in Lombardia, al fianco degli alleati austriaci, contro l'esercito di Napoleone Bonaparte, che in quell'anno aveva invaso l'Italia del Nord. La Terra di Lavoro diventò un crocevia di truppe e la famiglia di Michele pensò di trarre vantaggio dalla situazione. Nel 1797 presentò domanda affinché la pena per il duplice omicidio fosse commutata in servizio militare. La domanda fu accolta e Michele fu arruolato in uno dei reggimenti del Regno di Sicilia. Il comando di polizia stabilì che il servizio militare sarebbe durato tredici anni. Ai primi del 1798, dunque, Michele partì soldato in un corpo di fucilieri della fanteria borbonica. Fedelissimo suddito del re di Napoli, disprezzava il denaro ed era attaccato profondamente al trono e alla religione.
Il 10 febbraio 1798 Roma, capitale della cristianità, fu invasa dall'esercito francese rivoluzionario. In novembre il re di Napoli diede l'ordine di attaccare l'Urbe. L'esercito, di cui faceva parte anche Michele, conquistò la capitale il 27 novembre e, due giorni dopo, il sovrano fece il suo ingresso trionfale in città. Michele vide per la prima volta in vita sua quali fossero le conseguenze dell'occupazione militare di una città: appropriazioni indebite e soprusi che rimanevano impuniti. In breve tempo l'esercito napoletano, guidato dall'austriaco Karl Mack von Leiberich, si sfaldò e rimase senza ordini, e Michele decise quindi di ritornare da solo al paese natale, Itri. Nel frattempo l'esercito napoleonico, sotto i comandi del generale Jean Étienne Championnet, si riorganizzò e si preparò a invadere il Regno di Napoli.

### Da brigante a capomassa (1798-99)
Le armate francesi avrebbero senz'altro dovuto percorrere la via Appia nella loro marcia verso Napoli: Itri si trovava proprio sulla rotta. Michele Pezza pensò che attaccare i francesi sarebbe stato facile per lui, che conosceva a menadito la zona: avrebbe inferto molti danni alle forze nemiche. La sua "zona d'azione" fu la via Appia Antica, più precisamente le zone che attraversano le montagne comprese fra la pianura di Fondi e la strada verso Formia (Monti Ausoni e Monti Aurunci). I primi a unirsi a lui furono i suoi fratelli, poi vennero molti altri abitanti del paese. Michele riacquistò il suo soprannome, "Fra Diavolo", e si mise a capo dei rivoltosi, che scelsero come luogo dove aspettare il nemico il fortino di Sant'Andrea, edificio costruito nel XVI secolo sui resti di antichi templi dedicati ad Apollo e Mercurio.
Fu proprio questo fortino a diventare la prima roccaforte della massa, il luogo da cui far partire gli assalti contro i soldati francesi e contro le carrozze di passaggio. La colonna dell'esercito francese entrò nel territorio di Itri a metà dicembre 1798. Nei giorni successivi si verificarono duri scontri con la banda di Fra Diavolo. Gli attacchi furono inaspettati e provocarono un arresto della marcia, tanto che i francesi chiamarono rinforzi. Il 29 dicembre tre battaglioni polacchi occuparono il fortino, poi entrarono a Itri. Il paese fu saccheggiato e molti abitanti furono passati per le armi: tra questi, anche il padre di Fra Diavolo. Michele, mentre guardava per l'ultima volta il padre, giurò vendetta. Nascostosi sulle montagne, tornò di notte per dare al padre degna sepoltura in chiesa.
Tornato sui monti, raccolse 600 uomini ed elaborò un nuovo piano. Vicino ad Itri, a Gaeta, si trovava la fortezza più potente del regno. Fra Diavolo pensò di farne la sua base, per coprirsi le spalle prima e dopo gli attacchi. Ma, quando giunse alla fortezza, il 31 dicembre, scoprì che il comandante, il colonnello svizzero Tschudy si era arreso ai francesi. Fra Diavolo si sentì tradito dalla viltà dei generali stranieri al soldo del Regno. Riorganizzò le sue truppe e, visto che l'esercito francese aveva già attraversato il Garigliano, decise di sollevargli contro tutta la Terra di Lavoro. Passò uno per uno in tutti i paesi, reclutò uomini e raccolse denari, ma dodici giorni dopo venne a sapere dell'Armistizio di Sparanise (11 gennaio 1799). Anche il generale Mack si era arreso al nemico senza combattere.
Il 15 febbraio 1799 Napoli cadde dopo alcuni giorni di resistenza da parte dei Lazzari. Re Ferdinando IV di Borbone riparò a Palermo, mentre venne costituita la repubblica. La conquista di Napoli non garantiva però all'esercito francese, né alla Repubblica Napoletana, la sovranità su tutto il territorio del Regno che, specie nelle zone più periferiche, rimase saldamente nelle mani della guerriglia legittimista. Ferdinando IV, deciso a riprendere il trono, strinse un'alleanza con Austria e Inghilterra per muovere guerra ai francesi.

### Da capomassa a capitano di fanteria (1799-1800)

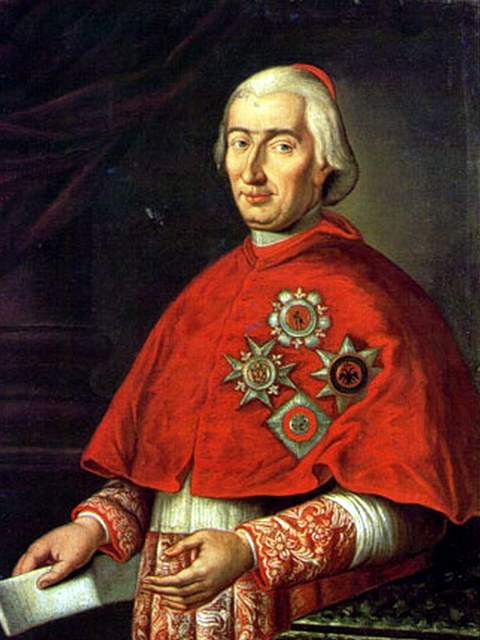
Ritratto del card. Fabrizio Ruffo

A Fra Diavolo non rimase che ritornare a Itri, partecipando nei mesi successivi a tutti i tentativi di rivolta antifrancese. In seguito tornò a posizionarsi con la sua banda lungo la via Appia, a ovest di Itri, e intercettò tutti i corrieri che la percorrevano; così le comunicazioni tra Roma e Napoli furono azzerate. Oltre ad impadronirsi delle vie di comunicazione, Fra Diavolo assunse il controllo assoluto del territorio da Gaeta a Capua, che amministrò direttamente: dai suoi monti, teneva d'occhio la fortezza di Gaeta in mano ai francesi.
Nel 1799 si formò una Seconda coalizione internazionale contro Napoleone e Fra Diavolo si presentò agli inglesi, che avevano il quartier generale nell'isola di Procida, come soldato del Regno di Napoli chiedendo e ottenendo due cannoni e una barca. Fissò la sua base a Maranola (ora frazione collinare del comune di Formia), e continuò la sua attività di taglieggiamento lungo le principali vie di comunicazione. La sua azione fu così efficace che gli inglesi pronunciarono su di lui parole di elogio, che giunsero fino alle orecchie di Re Ferdinando IV a Palermo. In maggio, quando la Seconda coalizione decise di muovere l'assedio alla fortezza di Gaeta, Fra Diavolo fu scelto come comandante delle operazioni. La sua massa, composta da oltre mille uomini, fu riconosciuta come parte dell'esercito regolare. Re Ferdinando lo nominò capitano, mentre la regina consorte Maria Carolina d'Austria, per mostrargli la propria ammirazione, gli donò una spilla di diamanti. Il 15 maggio Fra Diavolo passò in rivista la truppa e guidò l'assedio via terra, mentre la flotta inglese bloccava la fortezza per parte di mare.
Ai primi di giugno entrò nel Principato Ultra l'esercito del cardinale Fabrizio Ruffo, Vicario Generale di re Ferdinando. Era un'armata di volontari reclutati dallo stesso porporato a partire dal mese di febbraio e da lui battezzata «Esercito della Santa Fede in Nostro Signore Gesù Cristo». Muovendo dalla Calabria, questi "Sanfedisti" avevano liberato tutti i paesi della regione, ripetendo l'opera in Basilicata e Puglia, giustiziando molti dei sostenitori della Repubblica. Mentre il grosso dell'esercito francese prendeva la via del nord, lasciando a difesa di Napoli solo tre corpi d'armata, Ruffo si attendò a Nola, ormai forte di contingenti regolari inglesi, russi, turchi e austriaci che l'ammiraglio Horatio Nelson, sodale del cardinale, aveva sbarcato sulle coste calabresi. Al comando d'una squadra navale anglo-borbonica, Nelson provvide poi a bloccare le coste campane. Da Nola, dopo aver chiamato a sé tutti i capimassa patrioti come Fra Diavolo (dei quali Ruffo non fece mai mistero di non fidarsi ciecamente), il cardinale diresse l'esercito a Somma Vesuviana e poi a Portici, conquistandole entrambe. Nella battaglia del 13 giugno l'Esercito della Santa Fede espugnò Napoli. Fra Diavolo e i suoi presero parte marginale agli scontri e, cosa fondamentale, fu loro impedito di mettere al sacco la città, privandoli dell'agognato bottino. Frustrato, Fra Diavolo se ne tornò a Gaeta per riprendere l'assedio. Alla fine di luglio, dopo tre mesi d'assedio, il generale francese Girardon avviò i colloqui per la resa ma volle trattare solamente con gli inglesi, reputando Pezza niente più che un brigante. Il capitano, per tutta risposta, si preparò all'attacco della fortezza, ma Ruffo gl'intimò di non muoversi. La resa di Gaeta fu così firmata dal generale John Acton per i borbonici e da Nelson per gli inglesi.
A Napoli, nel frattempo, Ferdinando pianificava la riconquista di Roma, ancora in mani francesi. Fra Diavolo si recò nel capoluogo partenopeo per partecipare all'organizzazione della campagna militare. Nella capitale soggiornò nel palazzo di Acton, primo ministro del governo borbonico e favorito della regina Maria Carolina. Il 14 agosto si sposò con Fortunata Rachele De Franco, ragazza napoletana conosciuta durante l'occupazione francese, nella chiesa della parrocchia di Sant'Arcangelo all'Arena. I testimoni di nozze furono due suoi compagni d'armi, entrambi di Itri.
Il 20 agosto 1799 Fra Diavolo partì da Napoli con la sua truppa. Il 9 settembre giunse a Velletri, poi si acquartierò ad Albano Laziale. Prima di sferrare l'attacco alla Città Eterna attese l'arrivo delle forze regolari napoletane e rimase in quella posizione fino a metà settembre. Per garantire rifornimenti di viveri alla truppa, non esitò a calare sui villaggi vicini e a saccheggiarli. Sempre durante il suo soggiorno ad Albano Laziale, Pezza si macchiò dell'omicidio del sindaco del paese. Roma fu liberata dalle truppe napoletane il 30 settembre ma il nuovo governo mostrò un'inaspettata diffidenza nei confronti degli insorgenti: alle masse non venne concesso di entrare in città. Anche le truppe di Fra Diavolo furono colpite dal provvedimento. Inoltre, vennero disarmate e la loro paga fu tagliata. Gli uomini non poterono fare altro che tornare ai loro villaggi.
Fra Diavolo subì una sorte peggiore. Ad Albano venne arrestato (fu preso mentre dormiva) e venne incarcerato a Castel Sant'Angelo. Il capomassa non attese l'inizio del processo: fuggì nella notte tra il 3 e il 4 dicembre. L'arresto era stato ordinato da Diego Naselli, generale dell'esercito napoletano. Egli non sapeva però che il 24 ottobre, da Napoli, il sovrano aveva nominato Michele Pezza colonnello di fanteria. Dopo 200 km di fuga, Fra Diavolo giunse a Napoli, dove ottenne di essere ricevuto dal re. Ferdinando IV credette al suo racconto e lo ricompensò, cancellando i debiti che la sua armata aveva contratto per le battaglie sostenute.

### Gli anni a Napoli (1800-1806)
Ai primi del 1800, Pezza ritornò nel paese natio, in qualità di "Comandante Generale del dipartimento di Itri". Sua moglie era incinta: nacque Carlo e successivamente arrivò Clementina. Avviato alla vita tranquilla di militare di carriera, non riuscì però a essere in pace con sé stesso per via dei debiti che aveva contratto e che gli erano stati condonati. Prese l'impegno di pagare tutti i finanziatori delle imprese di Gaeta e di Roma. Per farlo doveva però far annullare il decreto reale che aveva «imposto oblio ai risarcimenti chiesti da' particolari». Si recò quindi a Napoli con tutta la famiglia, abbandonando l'incarico di Comandante Generale e prendendo un appartamento in affitto in via Marinella. La sua istanza si perse negli uffici dell'amministrazione reale e, dopo molti mesi, scrisse alla persona del re, chiedendo di poter vendere la propria pensione per rimborsare i suoi finanziatori, «preferendo meglio di patir lui e la sua famiglia, che comparire impuntuale e sentirsi rimproverare di esser divenuto colonnello con gli aiuti e co' soccorsi esatti da essi creditori». La richiesta, tuttavia, fu respinta.

### Da colonnello a ricercato numero uno (1806)

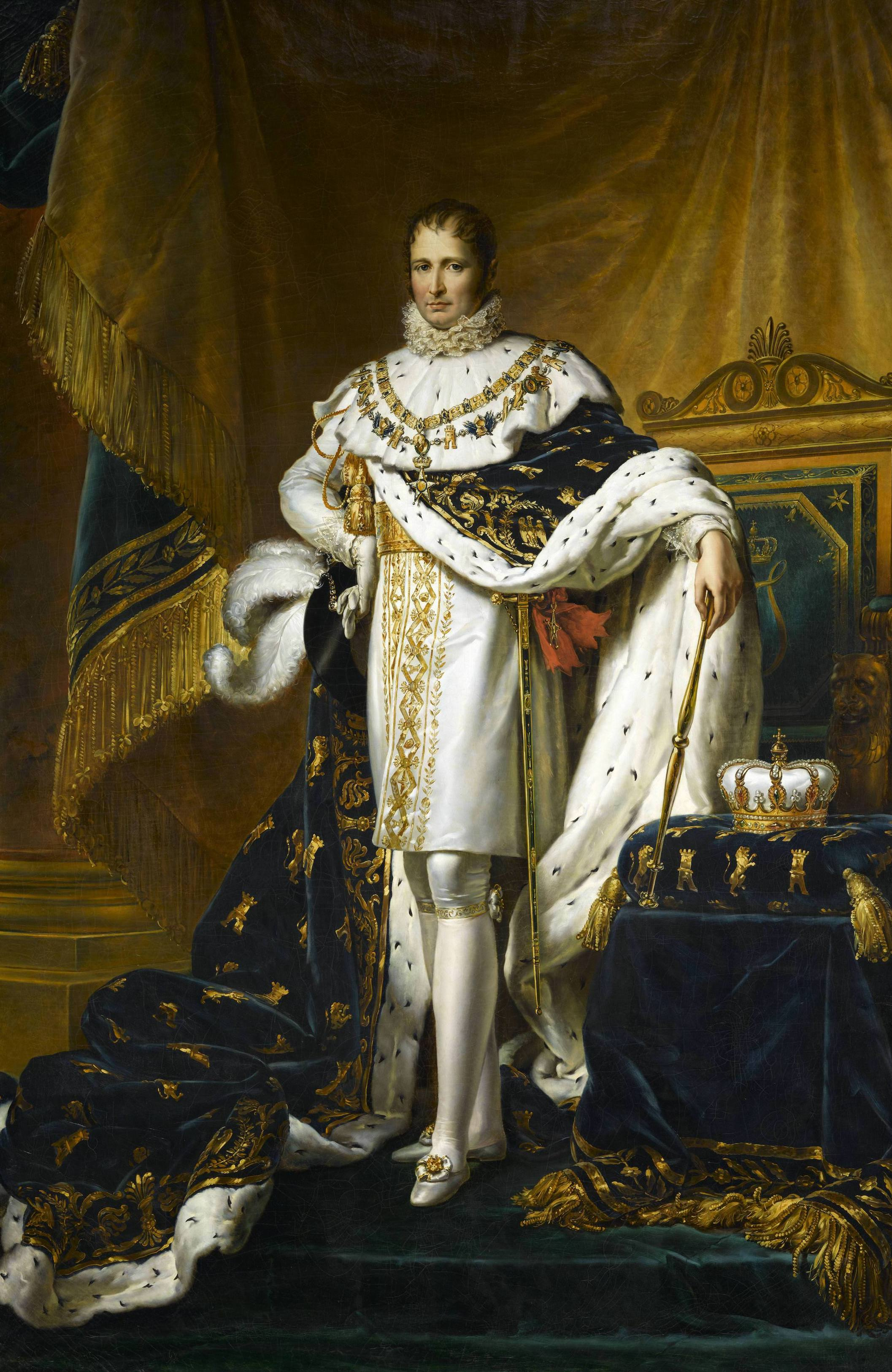
Ritratto di re Giuseppe I Bonaparte di François Gérard (1808 circa)

Nel 1806 Napoleone riportò una vittoria decisiva sulla Quarta coalizione (la Terza coalizione del 1805 non influì direttamente sul Regno di Napoli). Una delle sue prime decisioni fu quella di dichiarare guerra al Regno di Napoli. Il Consiglio di guerra di Ferdinando IV decise di richiamare all'azione sia il cardinal Ruffo sia i capimassa. Ruffo rifiutò l'offerta e dei capimassa ormai non restava (vivo e operativo) che il colonnello Pezza, ben felice di tornare in azione. Fra Diavolo lasciò Napoli e tornò nelle province a reclutare uomini abili alle armi tra la popolazione ma, mentre si preparava alla guerra, gli giunse la notizia che il re aveva abbandonato Napoli per riparare, come aveva già fatto nel 1799, a Palermo. Pochi giorni dopo ricevette un'ordinanza con la quale veniva ordinato ai comandanti militari di non aggredire l'armata napoleonica. «In conseguenza, S. M. comanda che il colonnello Pezza (Fra Diavolo) e gli altri incaricati di battaglioni volanti non facciano alcun movimento, né resistenza contro la detta armata». Supportato dalle armi del capace e spietato Maresciallo Andrea Massena, Giuseppe Bonaparte, fratello di Napoleone, fu incoronato re di Napoli per volere dell'imperatore francese.

Fra Diavolo fu uno dei due soli comandanti militari che disobbedirono all'ordine: il secondo fu il generale principe Luigi d'Assia-Philippsthal, comandante della fortezza di Gaeta. Fra Diavolo, che aveva sempre desiderato che la fortezza fosse la base delle sue operazioni, vi si recò senza indugio. Pochi giorni dopo, i francesi giunsero davanti alla fortezza e la cinsero d'assedio. Nelle settimane seguenti, Fra Diavolo si lanciò in spericolate operazioni di disturbo delle postazioni francesi. Poi li sfidò in campo aperto con pochi uomini. A Sant'Oliva rischiò di essere preso, insieme al fratello Nicola, ma riuscì a riparare fortunosamente a Maranola, poi a Scauri s'imbarcò per Gaeta. Tentato con il denaro dai francesi, rifiutò di tradire il suo re.

Negli ultimi giorni di aprile, Fra Diavolo fu chiamato dal monarca a Palermo. L'inglese William Sidney Smith, ammiraglio della flotta reale, gli prospettò un progetto che ricalcava l'impresa dei Sanfedisti di sette anni prima: la sollevazione delle Calabrie e l'avanzata dell'esercito fino a Napoli. Il 28 giugno Smith fu nominato comandante in capo della spedizione con Fra Diavolo luogotenente. L'operazione cominciò il giorno dopo e Pezza, alla testa della sua «Legione della Vendetta», sbarcò da navi inglesi ad Amantea e conseguì ripetute vittorie sui francesi. Il 1º luglio, 6 000 inglesi, comandati dal generale Stuard, sbarcarono a nord di Sant'Eufemia ma furono respinti da un contingente polacco comandato dal colonnello Grabinski fino alla pianura di Maida, dove furono affrontati da 5 000 francesi comandati dal generale Jean Reynier: nella Battaglia di Maida, i due eserciti si scontrarono alla pari, avendo i napoleonici buona cavalleria e sei cannoni da opporre ai sedici pezzi d'artiglieria degli inglesi, e fu solo l'arrivo di Fra Diavolo a sbloccare la situazione, permettendo a Stuard di bloccare le comunicazioni con Monteleone; Reynier riaprì lo scontro presso il fiume Amato e dopo cinque ore di battaglia gli inglesi ebbero la vittoria, portando mille e cento prigionieri, nonché viveri e munizioni che Reynier aveva dovuto lasciare durante la ritirata. Il generale francese Jean Antoine Verdier riparò verso Cassano all'Ionio ma fu respinto dagli abitanti che si erano sollevati in massa dopo che, a Marcellinara, Reyner aveva aperto il fuoco sui paesani (convinti di stare acclamando l'arrivo di truppe fedeli al Borbone!).
Mentre la sollevazione diveniva generale, Smith e Pezza allargarono il fronte delle operazioni avviando la guerra di corsa nel Golfo di Gaeta. I calabresi furono però lasciati alla mercé dei nemici, guidata dalla ferma volontà del Maresciallo Massena. Giunto alla corte del re, Fra Diavolo fu ricompensato con il titolo di duca di Cassano, dal nome dell'eroica città. Nei giorni successivi, i francesi repressero i moti di ribellione in Calabria: erano diventati i padroni del Regno, avendo anche conquistato la fortezza di Gaeta.
Fra Diavolo tentò un'impresa disperata: sollevare alle spalle dei francesi la Campania. Il 2 settembre sbarcò a Sperlonga e poi si diresse a Itri. Decise cosa fare in base al numero di uomini che sarebbe riuscito ad arruolare. In 500 risposero al suo appello, troppo pochi per affrontare i francesi in campo aperto. Sottrasse ai nemici due cannoni e si trincerò a Sora, al confine con l'Abruzzo. Sora fu attaccata da tre lati: le truppe francesi erano soverchianti. Dopo tre giorni, i due cannoni smisero di funzionare e Fra Diavolo si gettò allora in Valle Roveto (29 settembre) sfuggendo ai francesi che, presi di sorpresa, non ebbero il tempo di reagire. Fra Diavolo si rifugiò sulle montagne di Miranda e divenne il ricercato numero uno del Regno di Napoli. Ridotta la massa a 300 uomini, il duca di Cassano si mosse di paese in paese, cercando inutilmente di sollevare la popolazione contro il nemico. Attraversò Esperia, Pignataro, Bauco (oggi Boville Ernica) e Isernia. Intanto i francesi avevano bloccato tutti gli accessi alle valli. Fra Diavolo si era rintanato, ma non poteva uscire più dal suo nascondiglio. Fu posta sulla sua testa una taglia di 17 000 ducati e maestro di caccia fu nominato il colonnello Joseph Léopold Sigisbert Hugo (padre dello scrittore Victor Hugo). L'inseguimento durò quindici giorni, al termine dei quali la massa di Fra Diavolo fu stretta nella valle di Boiano. Qui il duca dovette accettare il combattimento, che avvenne in ottobre. La battaglia durò sei ore, anche perché la pioggia che cadeva da giorni aveva reso inservibili i fucili. Si combatté all'arma bianca, l'attacco francese fu respinto (nella battaglia morirono 400 francesi e 40 insorti) e Fra Diavolo sfuggì alla cattura ancora una volta. Si diresse verso Benevento con 150 uomini, rifugiandosi nelle Forche caudine, dove pensava di essere al sicuro. Invece Hugo lo trovò e lo affrontò. Questa volta il numero delle vittime fu a favore dei francesi e Fra Diavolo rimase con soli 50 uomini.

### L'ultima battaglia e la morte
Giunto a Cava de' Tirreni, Fra Diavolo passò in rivista i suoi uomini per l'ultima volta, stabilendo che il gruppo si sarebbe sciolto e che ognuno avrebbe preso la sua strada. Vagò per giorni e giorni da un paese all'altro, finché il 1º novembre, esausto, fu riconosciuto dal titolare di una spezieria e catturato a Baronissi. Condotto a Salerno e identificato, il 3 novembre fu trasferito in prigione a Napoli su una vettura circondata da lancieri polacchi. Il 10 novembre fu condannato a morte dal Tribunale straordinario riunito a Castel Capuano. Alla richiesta di declinare le generalità, dichiarò di essere colonnello dell'esercito borbonico. Fu giustiziato per impiccagione in piazza del Mercato l'11 novembre, vestito con l'uniforme di brigadiere dell'esercito borbonico e con il brevetto di duca di Cassano al collo, il suo corpo venne lasciato molte ore fino a sera bene in vista come monito per la popolazione. Non appena la Real Famiglia apprese dell'impiccagione di Pezza, celebrò il suo funerale nella cattedrale di Palermo. Fu sepolto nella Chiesa degli Incurabili. Nel 2019 fu inaugurata una scultura, raffigurante il busto di Pezza, a Itri, il suo paese natale.

## Letteratura, opera e cinema

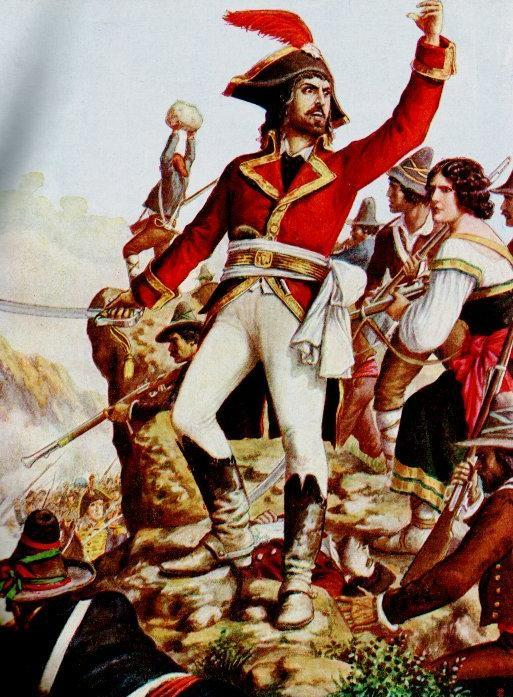
Fra Diavolo - ill. di Paolo Giudici, in Storia d'Italia (1929-32) ed. Nerbini

Victor Hugo scrisse di lui: «Fra Diavolo personificava quel personaggio tipico, che si incontra in tutti i paesi invasi dallo straniero, il brigante-patriota, l'insorto legittimo in lotta contro l'invasore. Egli era in "Italia", ciò che sono stati, in seguito, l'Empecinado in Spagna, Canaris in Grecia e Abd-el-Kader in Africa!»
La figura di Fra Diavolo compare inoltre nel romanzo di Alexandre Dumas, La Sanfelice, che tratta gli eventi che portarono alla costituzione della Repubblica Partenopea.
Nel 1830 il compositore francese Daniel Auber usò la storia del brigante per comporre l'opéra-comique Fra Diavolo, ou L'hôtellerie de Terracine, su libretto di Eugène Scribe e Casimir Delavigne (i quali, a onor del vero, si presero molte licenze sulla storia originale). L'opera venne rappresentata per la prima volta il 28 gennaio 1830, all'Opéra Comique di Parigi. Il libretto della versione italiana è stato tradotto e adattato da Manfredo Maggioni.
Con gli inizi del XX secolo, anche il cinema si è interessato alla storia del bandito di Itri. Ecco un elenco dei film a lui dedicati:
- Fra Diavolo en la Alameda (1906), di Salvador Toscano (Messico)
- Fra Diavolo (1912), di Alice Guy (USA)
- Fra Diavolo (1924), di Emilio Zeppieri (Italia)
- Fra Diavolo (1925), di Mario Gargiulo e Roberto Roberti (Italia)
- Fra Diavolo (1931), di Mario Bonnard (Francia)
- Fra Diavolo (The Devil's Brother) (1933), di Hal Roach e Charley Rogers con Stanlio e Ollio (USA).[25]
- Fra Diavolo (1942), di Luigi Zampa (Italia)
- Donne e briganti (1950), di Mario Soldati (Italia)
- La leggenda di Fra Diavolo (1962), di Leopoldo Savona (Italia)
- I tromboni di Fra Diavolo (1962), di Giorgio Simonelli (Italia)
- Il fiocco rosso (2008), di Antonio Colaruotolo, Luca Di Cangio, Gianfranco Ortenzi e Valeria Martone (Italia)

### Fonti
- Benedetto Croce (a cura di), La riconquista del Regno di Napoli nel 1799. Lettere del cardinal Ruffo, del re, della regina e del ministro Acton, Bari, 1943.

### Studi
- Francesco Barra, Michele Pezza detto Fra Diavolo. Vita avventure e morte di un guerrigliero dell'800 e sue memorie inedite, Cava de' Tirreni, Avagliano, 1999.
- Piero Bargellini, Fra Diavolo, Firenze, Vallecchi, 1932.
- Giuseppe dall'Ongaro, Fra' Diavolo, Novara, Istituto Geografico De Agostini, 1985.
- Roberto Giardina, La leggenda di Fra Diavolo: l'avventurosa storia del brigante buono, Casale Monferrato, Piemme, 1995.
- Vittorio Gleijeses, Napoli nostra e le sue storie, Società Editrice Napoletana, 1973,  pp. 249-252.
- Ernesto Jallonghi, Fra' Diavolo (colonnello M. Pezza) nella storia e nell'arte, Firenze, Società Tipograffica Editrice Cooperativa, 1910.
- Georges Lefebvre, Napoleone, Bari, Editori Laterza, 2009, ISBN 978-88-420-5902-8.
- Francesco Leoni, Storia della controrivoluzione in Italia (1789-1859), Napoli, Guida, 1975.
- Pino Pecchia, Il Colonnello Michele Pezza (frà Diavolo). Protagonista dell'Insorgenza in Ciociaria e Terra di Lavoro. 1798-1806, Fondi, Arti Grafiche Kolbe, 2005.
- Pino Pecchia, Cimeli di frà Diavolo. Memorie del bicentenario della morte di Michele Pezza (1806-2006), Fondi, Arti Grafiche Kolbe, 2009.
- Francesco Perri, Fra Diavolo, Soveria Mannelli, 2006  [1948], ISBN 88-498-1544-1.
- Domenico Sacchinelli, Sulla vita del cardinale Fabrizio Ruffo (PDF), Tipografia di Carlo Calanco, 1836.
- Massimo Viglione, La "Vandea italiana", Roma, Effedieffe, 1995.